# Yulissa Zamudio
Yulissa Noelia Zamudio Ore (24 de marzo de 1976) es una exvoleibolista peruana.
Con la selección femenina de voleibol del Perú participó en los Juegos Olímpicos de 1996 y 2000.

## Clubes
- Cristal Bancoper
- CV Ribeira Sacra[2]
- U. San Martin de Porres[3]
- Latino Amisa
- Molivoleibol